# Caspar Netscher
Caspar Netscher, anche detto Gaspar (Heidelberg, 1639 – L'Aia, 15 gennaio 1684), è stato un pittore olandese.

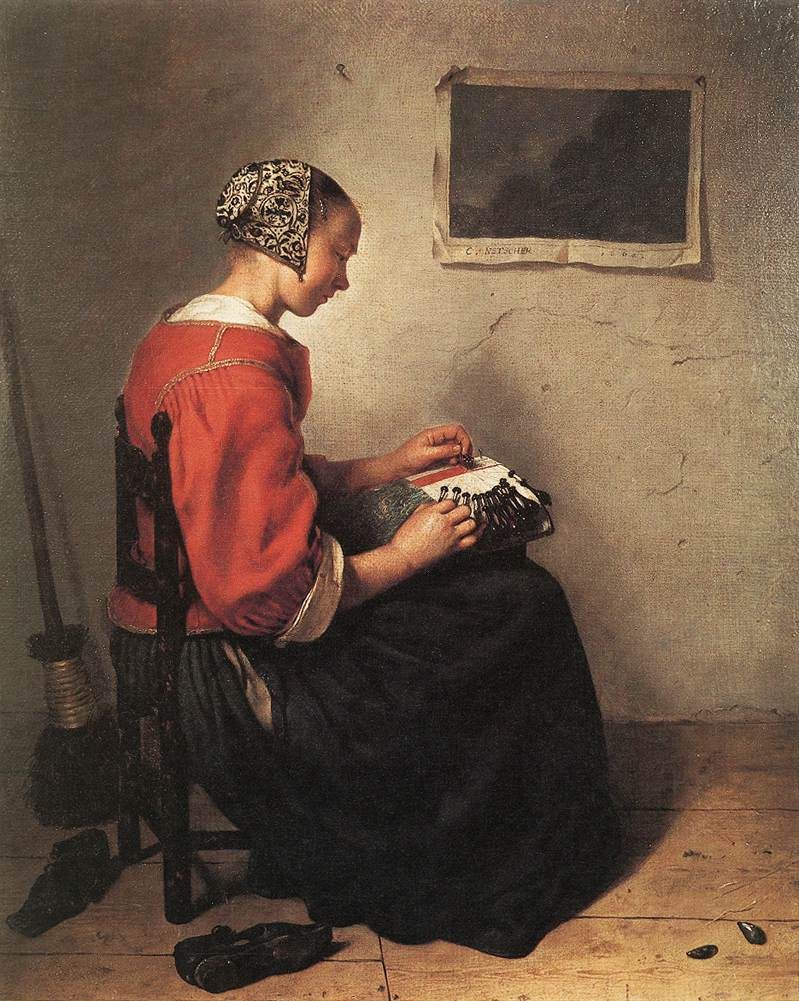
Caspar Netscher, Merlettaia, 1662, Wallace Collection, Londra

Allievo di Gerard ter Borch, era specialista nel ritrarre tappeti orientali, sete e broccati.

## Biografia
Non sappiamo gran che dei primi anni di Netscher. Le indicazioni di Houbraken sono abbastanza contraddittorie, a cominciare dal luogo di nascita, di volta in volta indicato come Heidelberg o come Praga. Anche la sua storia familiare non è chiara: il padre Johann Netscher sarebbe stato uno scultore di Stoccarda, la madre figlia di Vetter, sindaco di Heidelberg e sarebbero morti entrambi quando il pittore aveva due anni.

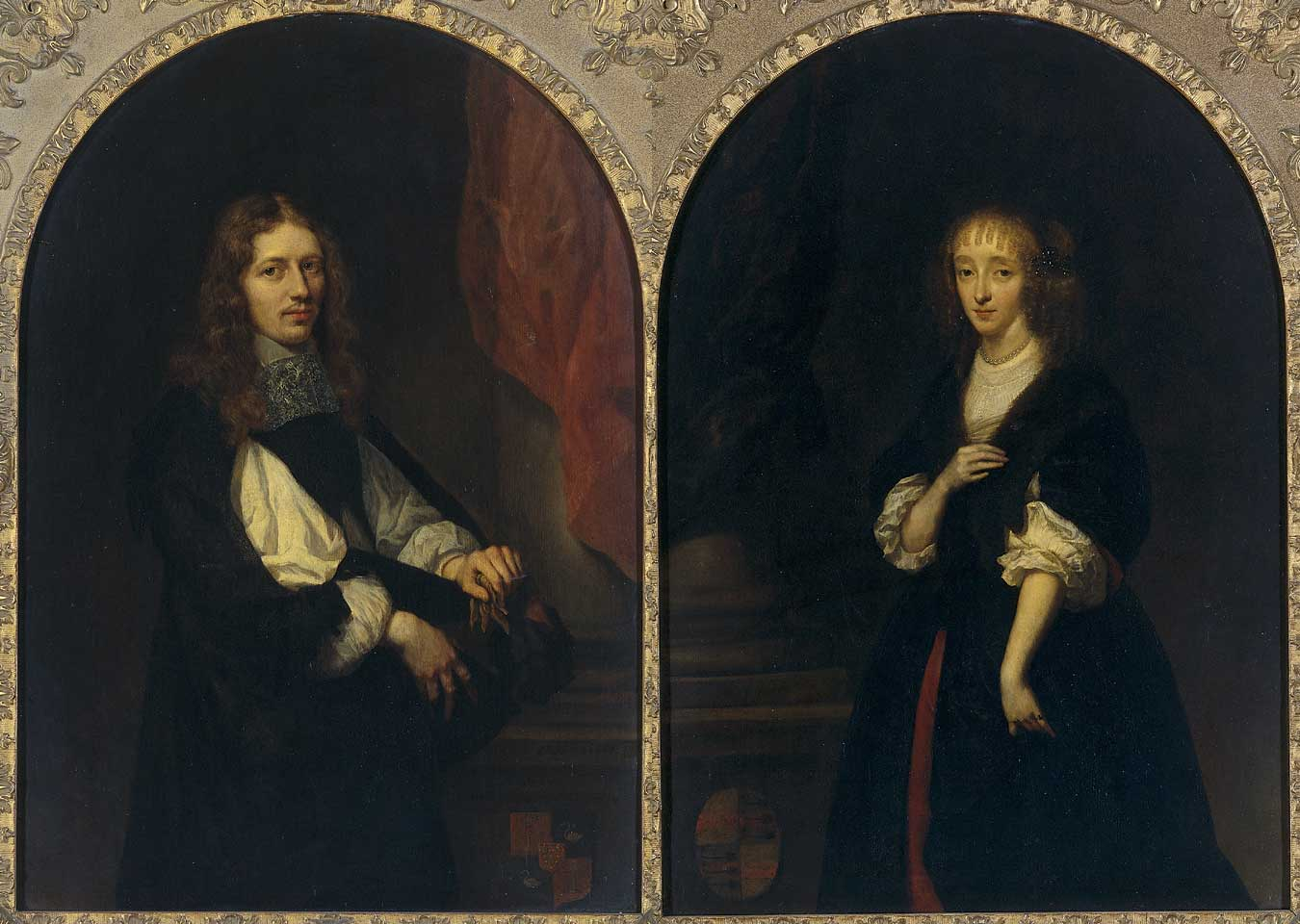
Caspar Netscher, Ritratti di Pieter de Graeff e Jacoba Bicker, 1663, Rijksmuseum, Amsterdam

Secondo altri, invece, il padre sarebbe originario di Rotterdam; la madre, fuggendo i pericoli della guerra civile, sarebbe riparata ad Arnhem con i figli, ma durante il viaggio due suoi fratelli morirono, mentre Caspar venne adottato da un medico di nome A. Tullekens. Destinato in un primo momento alla professione del patrigno, fu in seguito, vista la sua grande attitudine alla pittura, affidato alla scuola di un artista locale, Hendrick Coster, e successivamente, nel 1654, divenne allievo a Deventer di Ter Borch, che aveva legami familiari con Tullekens. In poco tempo divenne l'allievo prediletto del maestro olandese, lavorando come suo assistente e modello, tanto da apparire più volte nei suoi dipinti.
Nel 1658 intraprese il suo viaggio d'istruzione in Italia, ma non arrivò più lontano di Bordeaux, dove si sposò con Margaretha Godijn, nel 1659. Per guadagnarsi da vivere cominciò a dipingere quadri d'ambiente, molto apprezzati per la squisita fattura. Dopo essersi trasferito a L'Aia nel 1662, rivolse la sua attenzione al ritratto. In questo campo raccolse i maggiori successi, spesso anche in ambienti di corte. Nel 1668 entrò a far parte della Schutterij; Cosimo III de' Medici, in viaggio attraverso i Paesi Bassi, acquistò quattro suoi dipinti
È probabile che Netscher conoscesse i pittori Frans van Mieris il Vecchio e Gerrit Dou, mentre con certezza frequentava il pittore Gerrit de Hooch dell'Aia, della cui figlia Margaretha fu madrina la moglie nel 1676. I suoi guadagni ben presto gli permisero di affinare il proprio gusto tanto da poter raffigurare scene di musica e di conversazione. È in questi dipinti che vien fuori veramente la maestrìa di Netscher: la scelta dei soggetti, l'abitudine di rappresentare figure femminili vestite in raso lucido, ad imitazione di Ter Borch, dai tratti semplici e delicati e dai colori chiari e brillanti, ne fanno un ottimo artista, anche se spesso mancante di quella raffinatezza di alcuni suoi colleghi coevi. La resa accurata del materiali, derivata certo dall'apprendistato con Ter Bosch, è anche fortemente influenzata dai pittori di Delft, quali De Hooch e Vermeer. Il pittore morì prematuramente nel 1684, a L'Aia. I suoi figli Constantyn (1668-1722), e Theodorus (1661-1732), sono stati anch'essi pittori, con lo stesso stile del padre, ma di inferiore qualità.